# Der gläserne Sarg

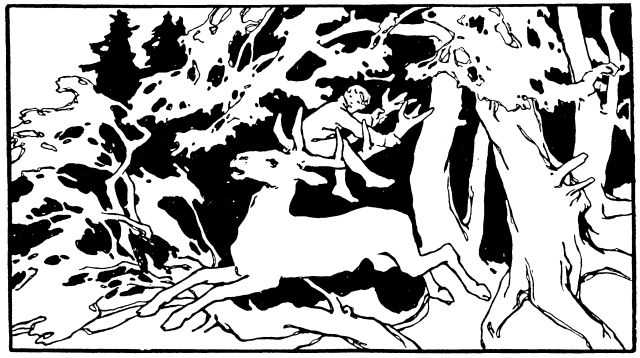
Der Hirsch trägt den Schneider

Der gläserne Sarg ist ein Märchen (ATU 552, 410). Es steht in den Kinder- und Hausmärchen der Brüder Grimm ab der 3. Auflage von 1837 an Stelle 163 (KHM 163) und wurde von Wilhelm Grimm schon 1836 im Pfennig-Magazin für Kinder veröffentlicht. Es stammt aus dem Roman Das verwöhnte Mutter-Söhngen oder Polidors ganz besonderer und überaus lustiger Lebenslauf auf Schulen und Universitäten von Sylvano von 1728.

## Inhalt
Ein armer Schneider verirrt sich in einem Wald. Zuerst versucht er, auf einem Baum zu übernachten. Dann sieht er das Licht eines Hauses, wo er ein Nachtlager findet, obwohl der Bewohner ihn zuerst abweisen will. Er erwacht vom Lärm eines Kampfes zwischen einem schwarzen Stier und einem großen Hirsch. Der Hirsch tötet den Stier und trägt den Schneider auf seinem Geweih zu einer Felswand, deren Tür er aufschlägt. Auf Zuruf einer Stimme tritt der Schneider in eine Halle aus Quadratsteinen. Über einen herabsinkenden Stein in der Mitte kommt er in einen zweiten, gleich großen Saal mit rauchgefüllten Glasgefäßen in den Wänden. Er betrachtet das Abbild eines Schlosses in einem Kasten am Boden, als die Stimme ihn zu einem schlafenden Mädchen in einem Glaskasten ruft. Er befreit die Erwachende, die ihm erzählt, dass sie mit ihrem Gehöft in diese Form und ihr Bruder in einen Hirsch verwandelt wurde, als sie den Heiratsantrag eines Schwarzkünstlers abwies. Sie bringen die Gefäße an die Oberfläche und öffnen sie, worauf alle erlöst sind.

## Herkunft
Das Erlösungsmärchen ist dem unter dem Pseudonym Sylvanus 1728 in Freiburg erschienenen Studentenroman vom verwöhnten Muttersöhnchen entnommen, wo es S. 22–32 eingeschoben ist. Grimms Anmerkung vermutet eine echte, aber überarbeitete Sage. Tatsächlich ist es ein früher Märchenbeleg vor entsprechenden Moden in Deutschland, den der Verfasser vorsichtshalber läppisch nennt und eine alte Muhme erzählen lässt. Wilhelm Grimm lieh sich das Buch von Karl Hartwig Gregor von Meusebach. Er zensierte die Beschreibung der Nacktheit der Frau im Glaskasten, den Begriff Zauberer, deutschte Fremdwörter ein und ergänzte wie in Schneeweißchen und Rosenrot die Erlösung des Bruders.
Sowohl der leichtfüßige Schneider als auch das graue Männchen begegnen in Grimms Märchen oft. Die Handlung ähnelt KHM 82a Die drei Schwestern, der Glassarg KHM 53 Schneewittchen. Der Zauber aus Gläsern erinnert wie in KHM 99 Der Geist im Glas an Alchemie. Der Psychotherapeut Jobst Finke sieht das Motiv des Todesschlafs, auch in KHM 50 Dornröschen und KHM 53 Schneewittchen, als mögliche Metapher für die Einengungen in schwerer Depression.